# Olaf Koschnitzke
Olaf Koschnitzke (* 12. September 1966 in Grevesmühlen) ist ein ehemaliger deutscher Ringer.

## Werdegang
Olaf Koschnitzke begann als Jugendlicher mit dem Ringen. Er wurde nach ersten Erfolgen im Juniorenbereich zum ASK Vorwärts Frankfurt delegiert und hatte dort als Angehöriger der NVA beste Trainingsvoraussetzungen und in Maik Bullmann einen hervorragenden Trainingspartner. Er startete ausschließlich im griechisch-römischen Stil. Seinen Einstand bei internationalen Meisterschaften gab er im Jahr 1986 bei den Junioren-Europameisterschaften in Malmö, wo er auf einen hervorragenden 2. Platz im Mittelgewicht kam.
1987 wurde er erstmals bei den Europameisterschaften in Tampere bei den Senioren eingesetzt. Er gab dort eine gute Vorstellung und kämpfte gegen den Finnen Harri Koskela um die Bronzemedaille. In diesem Kampf stand es 2 Sekunden vor Schluss 3:3, als die Kampfrichter Olaf die 3. Verwarnung erteilten und Koskela somit zum Disqualifikationssieger machten. In den weiteren internationalen Meisterschaften bzw. Turnieren 1987 konnte er sich nicht im Vorderfeld platzieren.
Allen Respekt verdient sein guter 5. Platz bei der Europameisterschaft 1988 in Kolbotn und sein 7. Platz bei den Olympischen Spielen 1988 in Seoul. Es zeigte sich aber schon, dass für ihn der Weg zur absoluten Weltspitze schwer werden würde.
Im Jahr 1989 feierte er mit dem Gewinn der Bronzemedaille bei der Europameisterschaft in Oulu im Mittelgewicht seinen größten internationalen Erfolg. Er trainierte dazu viel Gewicht ab. Eine Methode, die er, da sie sehr kraftraubend ist, nicht immer anwenden konnte. Außerdem bekam er nach der deutschen Wiedervereinigung im Mittelgewicht in Thomas Zander aus Aalen einen harten Konkurrenten, der sich im Kampf um den Startplatz bei den internationalen Meisterschaften schließlich gegen ihn durchsetzte. Das Halbschwergewicht war aber von Weltmeister Maik Bullmann besetzt.
Nach 1990 beendete Olaf Koschnitzke deshalb seine internationale Laufbahn.
Die Ergebnisse der Meisterschaften und einiger anderer Turniere, die er bestritt, sind aus den folgenden Abschnitten zu ersehen.

## Internationale Erfolge
(OS = Olympische Spiele, WM = Weltmeisterschaft, EM = Europameisterschaft, GR = griechisch-römischer Stil, Mi = Mittelgewicht, Hs = Halbschwergewicht, damals bis 82 kg bzw. 90 kg Körpergewicht)
- 1986, 2. Platz, Junioren-EM in Malmö, GR, Hs, hinter Tengis Teodoradse, UdSSR u. vor Iwajlo Jordanow, Bulgarien, György Rizmayer, Ungarn u. Goran Kasum, Jugoslawien;
- 1987, 4. Platz, EM in Tampere, GR, Hs, hinter Wladimir Popow, UdSSR, Atanas Komtschew, Bulgarien u. Harri Koskela, Finnland u. vor Jean-François Court, Frankreich u. Ilie Matei, Rumänien;
- 1987, 16. Platz, WM in Clermont-Ferrand, GR, Hs, Sieger: Popow vor Sándor Major, Ungarn u. Komtschew,
- 1987, 10. Platz, FILA-Grand-Prix-Turnier in Budapest, GR, Hs, Sieger: Popow vor Komtschew u. Guillermo Cruz, Kuba;
- 1988, 3. Platz, Großer Preis der BR Deutschland in Neuss, GR, Hs, hinter Potapow u. Lajos Szegvári, Ungarn u. vor Jindřich Durčák, ČSSR, Major u. Andreas Steinbach, BR Deutschland;
- 1988, 5. Platz, EM in Kolbotn/Norwegen, GR, Hs, hinter Iwajlo Jordanow, Major, Pawel Potapow, UdSSR u. Bernhard Ban, Jugoslawien u. vor Georgios Pikilidis, Griechenland;
- 1988, 7. Platz, OS in Seoul, GR, Hs, hinter Komtschew, Koskela, Popow, Christer Gulldén, Schweden, Steinbach u. Franz Pitschmann, Österreich;
- 1989, 3. Platz, EM in Oulu, GR, Mi, hinter Michail Mamiaschwili, UdSSR u. Piotr Stępień, Polen u. vor Tibor Komáromi, Ungarn, Stig Kleven, Norwegen u. Sorin Herțea, Rumänien;
- 1990, 6. Platz, Großer Preis der BR Deutschland in Saarbrücken, GR, Mi, hinter Mamiaschwili, Kasum, Timo Niemei, Finnland, Tino Hempel, DDR u. Jouko Salimäki, Finnland;
- 1990, 7. Platz, EM in Posen, GR, Hs, hinter Potapow, Marek Kraszewski, Polen, Komáromi, Jordanow, Steinbach u. Pikilidis;
- 1990, 7. Platz, WM in Rom, GR, Mi, hinter Péter Farkas, Ungarn, Mamiaschwili, Kasum, Niemi, Pavel Frinta, Rumänien u. John Morgan, USA

## DDR-Meisterschaften
- 1986, 1. Platz, GR, Hs, vor Uwe Wittuhn, Frankfurt (Oder) u. Spatschke, Plauen,
- 1987, 2. Platz, hinter Torsten Feiertag, SC Leipzig u. vor Maik Bullmann, Frankfurt (Oder),
- 1988, 1. Platz, GR, Hs, vor Maik Bullmann u. Torsten Feiertag

## Deutsche Meisterschaften
- 1993, 1. Platz, Gr, Hs, vor Rüdiger Glassl, Kelheim u. Bernd Fröhlich, Schaafheim